# Боброводворская территориальная администрация
Боброводворская территориальная администрация — сельское территориальное образование в Губкинском городском округе Белгородской области, включающее в себя 10 населённых пунктов. Глава администрации — Волков Игорь Михайлович.

## Состав
| Вид населённого пункта | Наименование  | Население |
| ---------------------- | ------------- | --------- |
| село                   | Бобровы Дворы | 1282      |
| село                   | Богородицкое  | 196       |
| хутор                  | Весёлый       | 14        |
| село                   | Кладовое      | 233       |
| хутор                  | Плоский       | 33        |
| хутор                  | Роскошный     | 17        |
| село                   | Солнцево      | 109       |
| село                   | Старовка      | 142       |
| село                   | Шорстово      | 194       |
| село                   | Юшково        | 299       |